# 슬래셔 영화
슬래셔(영어: slasher film)는 한 명의 킬러가 날이 있는 도구들로 다수의 사람들을 학살하는, 혐오스러운 연쇄살인으로 화면이 가득찬 공포 영화의 서브 장르다. 다른 영화와는 달리 슬래셔는 좋아하는 관객과 혐오하는 관객이 확연히 구분되어 있다.

## 같이 보기
- 스크림
- 스크림 2
- 스크림 3
- 스크림 4
- 스크림
- 사탄의 인형